# Douglas Harkness

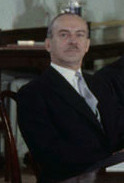
Douglas Harkness (1957)

Douglas Scott Harkness, PC, OC, GM (* 29. März 1903 in Toronto; † 2. Mai 1999 in Calgary) war ein kanadischer Politiker. Von 1945 bis 1972 war er Abgeordneter des Unterhauses. Er gehörte der progressiv-konservativen Regierung von John Diefenbaker als Landwirtschafts- und Verteidigungsminister an.

## Biografie
Harkness arbeitete in seiner Jugend als Landwirt. 1929 zog er nach Calgary und studierte an der University of Alberta. Anschließend unterrichtete er als Lehrer in der Umgebung von Red Deer. 1940 kam er nach Europa, um im Zweiten Weltkrieg im Range eines Oberstleutnants eine Artillerieeinheit zu befehligen. Für Mut und Tapferkeit während der Operation Husky (alliierte Invasion Siziliens) wurde er 1943 mit der George Medal ausgezeichnet.
Nach Kanada als Kriegsheld zurückgekehrt, kandidierte Harkness mit Erfolg bei der Unterhauswahl 1945 im Wahlbezirk Calgary East. Achtmal in Folge gelang ihm die Wiederwahl, wobei er ab 1953 Calgary North und ab 1968 Calgary Centre vertrat. Nach dem Wahlsieg der Progressiv-konservativen Partei im Juni 1957 gehörte er John Diefenbakers Regierung an und war zunächst Minister für nördliche Angelegenheiten und nationale Ressourcen. Zwei Monate später übernahm Harkness die Leitung des Landwirtschaftsministeriums. Im Oktober 1960 nahm Diefenbaker eine Kabinettsumbildung vor und ernannte ihn zum Verteidigungsminister.
Harkness war ein Befürworter der Stationierung von atomar bestückten Bomarc-Raketen auf kanadischem Territorium. Verschiedene Minister, allen voran Außenminister Howard Charles Green, wollten sich nicht dem US-amerikanischen Druck beugen, während Premierminister Diefenbaker eine endgültige Entscheidung wiederholt hinauszögerte. Im Kabinett bildeten sich zwei verfeindete Lager. Schließlich kam es am 3. Februar 1963 zum Bruch, als Harkness seinen sofortigen Rücktritt erklärte und dadurch eine Regierungskrise auslöste. Am darauf folgenden Tag verlor Diefenbaker ein Misstrauensvotum.
Im Unterhaus blieb Harkness bis zum Jahr 1972 vertreten. 1978 erhielt er den Order of Canada verliehen, 1999 starb er im Alter von 96 Jahren in Calgary.